# Município de Bethlehem (condado de Stark, Ohio)
Localização do Ohio nos E.U.A.
O município de Bethlehem (em inglês: Bethlehem Township) é um município localizado no condado de Stark no estado estadounidense de Ohio. No ano 2010 tinha uma população de 5347 habitantes e uma densidade populacional de 62,25 pessoas por km².

## Geografia
O município de Bethlehem encontra-se localizado nas coordenadas 40° 41′ 23″ N, 81° 28′ 55″ O. Segundo a Departamento do Censo dos Estados Unidos, o município tem uma superfície total de 85.89 km², da qual 85.67 km² correspondem a terra firme e (0.27%) 0.23 km² é água.

## Demografia
Segundo o censo de 2010, tinha 5347 pessoas residindo no município de Bethlehem. A densidade de população era de 62,25 hab./km².